# Lycoderes marginalis
Lycoderes marginalis är en insektsart som beskrevs av Walker. Lycoderes marginalis ingår i släktet Lycoderes och familjen hornstritar. Inga underarter finns listade i Catalogue of Life.